# Larry Itliong
Modesto Dúlay Itliong (25 de octubre de 1913–8 de febrero de 1977), más conocido como Larry Itliong, fue un organizador sindical filipino en Estados Unidos.
Organizó los obreros de la costa occidental del país en los años de la década de 1930. Ganó la notoriedad en 1965 durante la huelga de la uva en Delano, empezando una serie de acontecimientos que resultaron en el establecimiento, junto con Dolores Huerta y el carismático César Chávez, de la Unión de Campesinos. A pesar de las diferencias entre los fundadores del sindicato, llegó a ser un ejemplar de solidaridad obrera hispana.
Se considera como uno de los “padres del movimiento obrero en la costa occidental”, que “cumplió un papel fundamental en la creación de uno de los mayores movimientos laborales pacifistas en la historia de Estados Unidos.”